# Walk with Me
Walk with Me er en dansk dokumentarfilm fra 2017 instrueret af Anita Beikpour.

## Handling
I 'Walk With Me' rejser Anita Beikpour tilbage i tiden, til et Iran hun aldrig har kendt, til en revolution hun aldrig flygtede fra, for at forstå hvorfor hendes morfar begik selvmord, da han kom til Danmark. Et selvmord, som Anita aldrig fik et sprog for i sin familie. Ved at iklæde sig hans ansigt, prøver hun at komme tættere på sin morfar og familiens eksil. Sorgen bliver til et landskab, hun må rejse igennem sammen med filmens karakterer, for at kunne sige farvel til en person, der ikke eksisterer længere.